# Helicteropsis
Helicteropsis es un género monotípico de plantas con flores perteneciente a la familia  Malvaceae. Su única especie, Helicteropsis microsiphon (Baill.) Hochr., es originaria de Madagascar.  El género fue descrito por Bénédict Pierre Georges Hochreutiner y publicado en Candollea  2: 156–158, en el año 1925. La especie tipo es Helicteropsis perrieri Hochr.

## Sinonimia
- Helicteropsis perrieri Hochr.
- Hibiscus microsiphon Baill.[1]